# Mark Mietzner

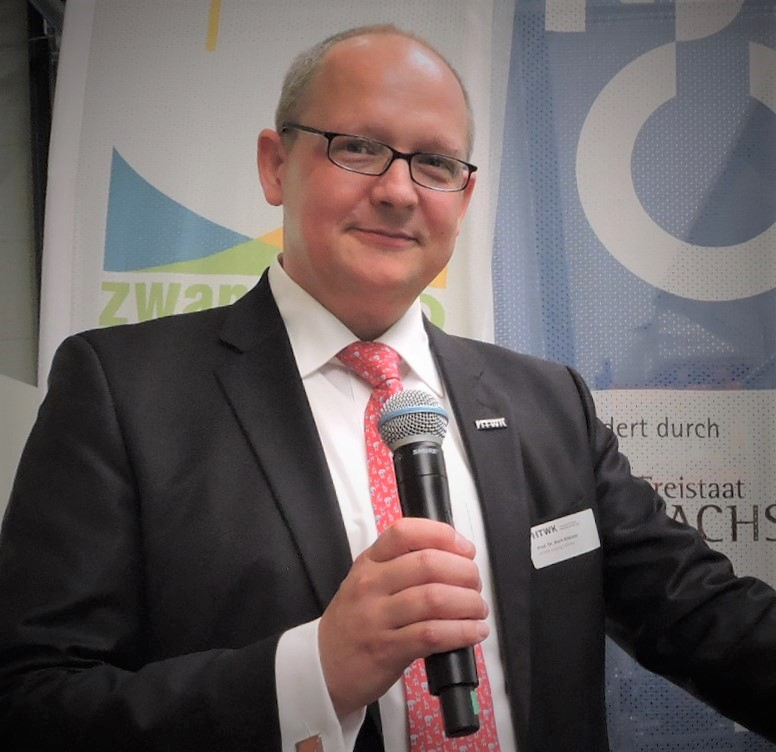
Mark Mietzner (2022)

Mark Mietzner (* 1978 in Warendorf) ist ein deutscher Betriebswirt und Professor für Bank- und Finanzwirtschaft. Von 2015 bis 2019 war er Dekan und Leiter der Weiterbildungsprogramme an der privaten Zeppelin Universität Friedrichshafen, und seit 2024 ist er Professor für Finanzen an der Hochschule für Technik, Wirtschaft und Kultur (HTWK) Leipzig, deren Rektor er von 2019 bis 2024 war.

## Werdegang
Mark Mietzner wurde 1978 in Warendorf geboren, der Kreisstadt des Kreises Warendorf im Regierungsbezirk Münster (Nordrhein-Westfalen). Er besuchte hier die entsprechenden Schulen und erlangte 1999 das Abitur. Danach absolvierte er von 1999 bis 2004 ein Studium der Betriebswirtschaftslehre an der Johann Wolfgang Goethe-Universität Frankfurt am Main, Fachrichtung Finanzen.
Von 2004 bis 2006 war Mietzner zunächst wissenschaftlicher Mitarbeiter am Institut für strategisches Management der Universität Münster. Danach wurde er bis 2008 wissenschaftlicher Mitarbeiter am Stiftungslehrstuhl für Bankwesen und Finanzwirtschaft der European Business School (EBS) Oestrich-Winkel.
2008 promovierte er zum Dr. rer. pol. im Bereich Finanzen an der privaten European Business School (EBS), Universität für Wirtschaft und Recht in Oestrich-Winkel bei Wiesbaden mit der Dissertation „Changes in Corporate Governance and Corporate Valuation“. Hiernach nahm er bis 2012 eine Post-Doc-Stelle der Technischen Universität Darmstadt an.

## Hochschulprofessor
Im Zeitraum von 2010 bis 2012 nahm er die Juniorprofessur für „Alternative Investments & Corporate Governance“ an der Zeppelin Universität in Friedrichshafen wahr. In diese Zeit fiel zugleich auch von 2011 bis 2012 seine Vertretungsprofessur für Risikomanagement an der Universität Ulm.
Seit 2012 arbeitete er als Juniorprofessor für „Finanzierung“ am Friedrichshafener „Institut für Familienunternehmen“ sowie als Habilitand am Fachgebiet für Unternehmensfinanzierung der Technischen Universität Darmstadt.
Zum Wintersemester 2014 wurde Mietzner als Professor auf den Lehrstuhl für Bank- und Finanzwirtschaft an der Zeppelin Universität Friedrichshafen berufen. Diese Professur übte er bis zu seinem Amtsantritt als Rektor der HTWK Leipzig zum Wintersemester 2019 aus.
2017 folgte seine Habilitation an der Technischen Universität Darmstadt. Hier erhielt er auch seine Lehrberechtigung (venia legendi) für das Gebiet Betriebswirtschaftslehre.
Arbeitsgebiete und Forschungsschwerpunkte
- Corporate Finance & Governance,
- Familienunternehmen,
- Entrepreneurial Finance,
- Private Equity,
- Venture Capital.

Mietzner wirkte maßgeblich mit bei der Entwicklung und Implementierung der Forschungsstrategie der Zeppelin Universität.

## Dekan und Rektor

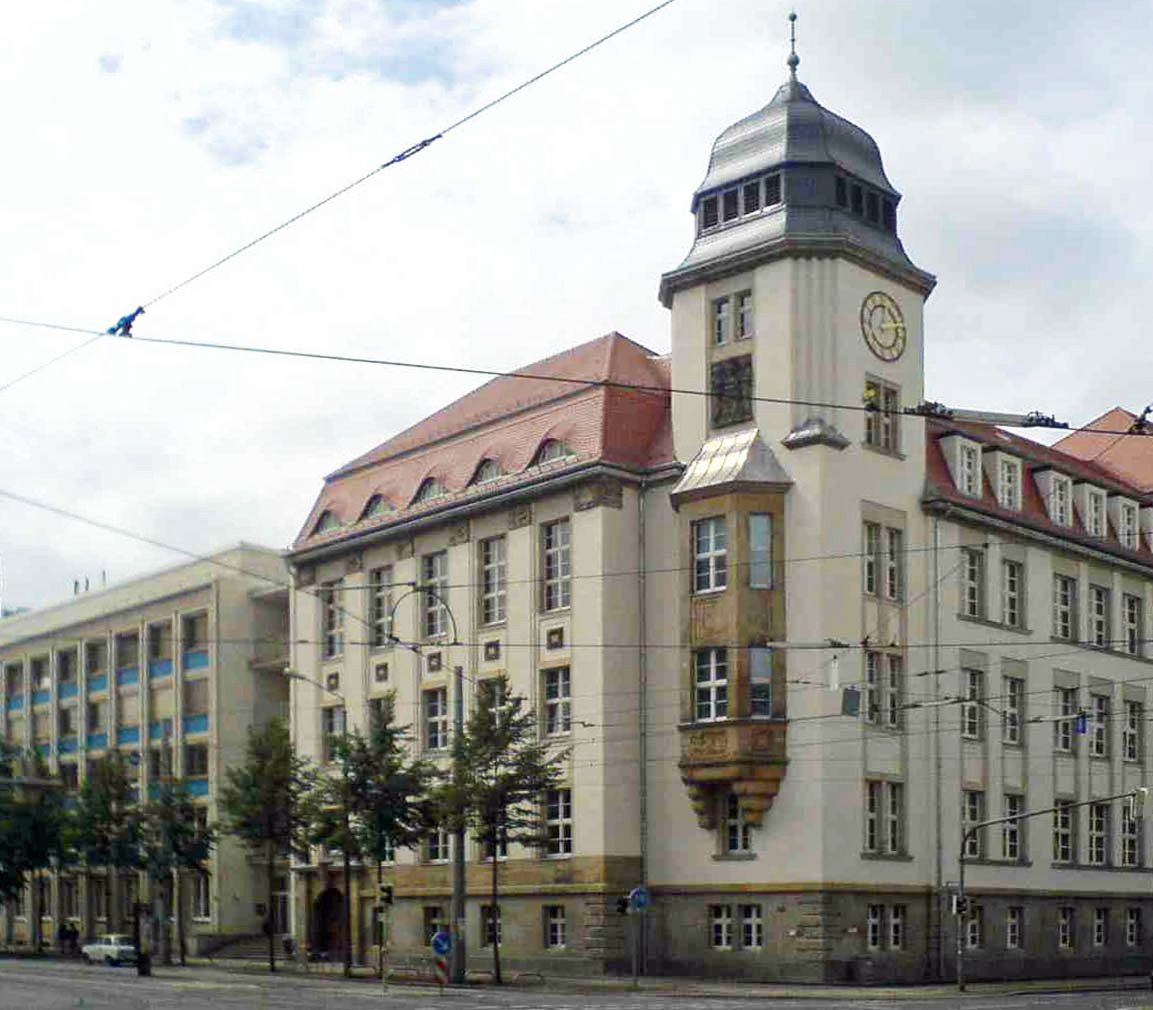
Leipzig, Karl-Liebknecht-Straße 132, ehemaliger Hauptsitz der Hochschule für Bauwesen, dann der TH Leipzig, heute HTWK-Hauptgebäude und Amtssitz des Rektors (Geutebrückbau)

Mark Mietzner wurde 2015 an der privaten Zeppelin Universität Friedrichshafen als Dekan sowie als wissenschaftlicher und kaufmännischer Leiter der dortigen Weiterbildungsprogramme ernannt, der „Zeppelin University Executive Education“. Diese Weiterbildung hat er seitdem als Qualitätsanbieter internationaler und interdisziplinärer Programme für Führungskräfte und innovative Studienprogramme aufgebaut.
Die Mitglieder des Erweiterten Senats der HTWK Leipzig haben den Finanzwissenschaftler, Hochschulmanager und Unternehmer Mark Mietzner zum Rektor und Nachfolger der bisherigen Rektorin Gesine Grande gewählt. Seine Amtszeit begann zum Wintersemester 2019/2020 nach der Bestellung durch das  Sächsische Staatsministerium für Wissenschaft und Kunst (SMWK).
Zum 1. Oktober 2019 – mit erst 40 Jahren und als jüngster HAW-Rektor – trat Mark Mietzner sein Amt als 8. Rektor der Hochschule für Technik, Wirtschaft und Kultur in Leipzig an. Zu diesem Zeitpunkt waren an der HTWK rund 6.200 Studenten eingeschrieben, und es waren insgesamt 642 Beschäftigte in 6 Fakultäten sowie in den Institutionen der HTWK tätig. Weiterhin wurde von der HTWK-Pressestelle gemeldet: Einen neuen Drittmittelrekord mit 12,1 Millionen Euro erlangten die Fakultäten 2018 durch Einwerbungen beim Bund, bei der Europäischen Union, bei Wirtschaftsunternehmen und beim Freistaat Sachsen, nahezu zwei Millionen Euro mehr als im Vorjahr. Darüber hinaus bescheinigten die Personaler von 650 Unternehmen der HTWK laut Ranking der „Wirtschaftswoche“ auch Bestnoten in der Ausbildung von Elektrotechnikern; diese Unternehmer wählten die HTWK unter 120 staatlichen Hochschulen für Angewandte Wissenschaften auf Platz 5. Eine Umfrage des Hamburger Datenportals „Statista“ vom Mai 2019 ergab zudem, dass die HTWK zu den 20 „attraktivsten Arbeitgebern in Leipzig“ zählt.
Unter Mark Mietzners Rektorat hat sich die HTWK Leipzig als bedeutendes Hochschulzentrum in der MINT-Ausbildung etabliert. Die Studierendenzahlen im Wintersemester 2023/24 haben die Vorgaben des sächsischen Hochschulentwicklungsplans übertroffen und die HTWK im Jahr 2023 mit 6.580 zur größten Hochschule für Angewandte Wissenschaften im Freistaat Sachsen avancieren lassen. Der bemerkenswerte Anteil von MINT-Studierenden untermauert ihre Position als drittgrößte MINT-Bildungseinrichtung in Sachsen, unterstützt von einer starken Absolventenrate in diesen Fächern, die die HTWK als zentrale Säule in der Ausbildung von Fachkräften in den technischen und naturwissenschaftlichen Bereichen bestätigt.
Mietzner wirkte in seinem Rektorat mit der Professorin für Betriebswirtschaft Barbara Mikus als Prorektorin für Bildung und dem Professor für Bauingenieurwesen/Tiefbau Ralf Thiele als Prorektor für Forschung sowie der Professorin für Betriebswirtschaft Swantje Rother als Kanzlerin zusammen. Am 27. September 2023 wurde Faouzi Derbel vom Senat ins Amt des Prorektors für Forschung und Nachhaltigkeit gewählt, der damit auf Ralf Thiele, der das Amt aus gesundheitlichen Gründen im Juni 2023 aufgeben musste, folgt. Zur Seite stehen der Hochschulrat und der Senat/Erweiterter Senat, die Dekane der 6 Fakultäten, die Leiter der 6 Zentralen Einrichtungen, die Leiter der 5 Dezernate und Referate sowie die Leiter von 6 Stabsstellen.
Seit 2020 war Mark Mietzner außerdem Sprecher der sächsischen HAW, stellvertretender Vorsitzender der sächsischen Landesrektorenkonferenz sowie Mitglied im Senat der Hochschulrektorenkonferenz. Auf Landesebene setzte er sich für einen eigenständigen und gesicherten Zugang von HAW-Professorinnen und -Professoren zu Promotionsverfahren ein.
Bei der Rektorenwahl im Februar 2024 kandidierte Mark Mietzner erneut für das Amt des Rektors der HTWK Leipzig, unterlag mit 11 Stimmen aber Jean-Alexander Müller, Professor für Computernetzwerke an der Fakultät Informatik und Medien, welcher vom Erweiterten Senat der HTWK mit 16 Stimmen im ersten Wahlgang gewählt wurde. Mietzners Amtszeit endete am 30. September 2024, seitdem ist er als Professor für Finanzen an der Fakultät Wirtschaftswissenschaft und Wirtschaftsingenieurwesen tätig.

## Veröffentlichungen (Auswahl)
Mietzner veröffentlichte als Professor für Bank- und Finanzwirtschaft wissenschaftliche Arbeiten in Büchern sowie international führenden Fachzeitschriften mit Review-Verfahren und war als Herausgeber tätig.
- Mietzner, Mark; Schiereck, Dirk: Staatsfonds – Neue Ankeraktionäre mit positivem Shareholder Value-Potential? In: Martin Setzer, Dirk Schiereck (Hrsg.): Bankerfolg und Akquisitionen – Aktuelle Erkenntnisse zur Konsolidierung und Restrukturierung der Finanzindustrie. Frankfurt am Main, Peter Lang Verlag, 2011, S. 63–76.

- Menke, Matthias; Mietzner, Mark, Schiereck, Dirk: International Bank Acquisitions by Financial Sponsors. In: Martin Setzer, Dirk Schiereck (Hrsg.): Bankerfolg und Akquisitionen – Aktuelle Erkenntnisse zur Konsolidierung und Restrukturierung der Finanzindustrie. Frankfurt am Main, Peter Lang Verlag, 2011, S. 77–91.

- Maul, Daniel; Maul, Stefan; Mietzner, Mark; Schiereck, Dirk: Zertifizierungseffekte durch Private Equity beim Börsengang von Immobilienkapitalgesellschaften. Zeitschrift für Corporate Governance, 2010 (5), S. 268–272.

- Intra-Industry Effects of Shareholder Activism in Germany – Is There a Difference between Hedge Fund and Private Equity Investments?  Schmalenbach Business Review (sbr), 2011, 61, S. 151–185 (gemeinsam mit Marcel Tyrell und Denis Schweizer).

- Risk Dynamics Surrounding the Issuance of Convertible Bonds. Journal of Corporate Finance, Journal of Corporate Finance, 2012, Vol. 18, 273–290 (gemeinsam mit Felix Zeidler und Dirk Schiereck).

- Mietzner, Mark; Schweizer, Denis: Private Equity Activism and the Consequences for Targets and Rivals in Germany. In: Douglas Cumming (Hrsg.): The Oxford Handbook of Private Equity. Oxford, Oxford University Press, 2012, S. 495–520.

- Franzoi, Fabio F.; Koners, Ursula; Mietzner, Mark: Die Wechselbeziehung von Fremdmanagement und Performance in Familienunternehmen – Erste Ergebnisse einer auf den deutschen Kapitalmarkt bezogenen Untersuchung. Zeitschrift für Familienunternehmen und Stiftungen (FuS), 2013 (6), S. 217–221.

- Mietzner, Mark; Prügl, Reinhard (Hrsg.): zupFIF – Bände 3 bis 5, Friedrichshafen, 2013 (Schriftenreihe des Friedrichshafener Instituts für Familienunternehmen | FIF).

- Mietzner, Mark; Schweizer, Denis: Hedge funds versus private equity funds as shareholder activists in Germany – differences in value creation. Journal of Economics and Finance, 2014; Jg. 38 (2), S. 181–208.

- Mietzner, Mark; Schiereck, Dirk; Schweizer, Denis: The role of sovereign wealth funds as activist or passive fund managers. Journal of Asset Management, 2015; Jg. 16 (5), S. 303–315.

- Mietzner, Mark; Schiereck, Dirk: Value creation by block acquisitions and the importance of block owner identity. Finance Research Letters, 2016 (18), S. 118–124.

- Mietzner, Mark; Schiereck, Dirk; Welkoborsky, Christopher: Die Ankündigung des US-amerikanischen Rückzugs aus dem Paris Climate Accord und die Konsequenzen für die internationale Versorgungswirtschaft. Zeitschrift für Umweltpolitik & Umweltrecht (ZfU), 2017 (4), S. 404–428.

- Schüler, Philipp; Mietzner, Mark; Schiereck, Dirk: Are Family Business Acquirers the New Private Equity Investors in Continental Europe? International Journal of Entrepreneurial Venturing, 2018.

- Mietzner, Mark; Molterer, Manuel: You might not get what you need: The discrepancy between financial advice and commissions in Germany. Economics Letters, 2018 (162), S. 167–170.